# Charles Beltjens
Karel Michel Hubert Beltjens, dit Charles Beltjens, né le 2 mai 1832 à Sittard (Pays-Bas), où il est mort le 20 juin 1890, est un poète néerlandais d'expression française.
Il fait ses études secondaires dans l'enseignement catholique dans sa ville natale de Sittard, au Collège épiscopal (1842-1843), puis au pensionnat de Rolduc (1845), mais choisit la carrière poétique. À Bruxelles et à Paris, il est en contact avec le mouvement parnassien.
Au cours de sa vie, Charles Beltjens entretient une correspondance avec Baudelaire, Mallarmé et Hugo. Son œuvre poétique remporte des prix en Belgique et en France. Son poème le plus connu est Le Condor captif (1870), écrit à Paris.

## Poèmes
- Le Condor captif
- À Beethoven
- Midi
- Nox
- Aurore
- Sonnets à Lamartine
- Vénus et Minerve
- Tantale
- Lamento